# Аргир Николов
Аргир (Гиро) Николов (Колев) е български революционер, деец на Вътрешната македоно-одринска революционна организация.

## Биография
Аргир Николов е роден през 1878 година в костурското село Жупанища, тогава в Османската империя, днес в Гърция. Присъединява се към ВМОРО и е подвойвода на жупанската чета на Пандо Сидов през Илинденско-Преображенското въстание. Аргир Николов загива през въстанието в сражението при Ковачо над Апоскеп. Погребан е в братската могила в Апоскеп.